# Salvador Carmona
Salvador José Carmona Álvarez (Mexico-Stad, 22 augustus 1975) is een voormalig Mexicaanse profvoetballer. Hij werd in mei 2007 levenslang geschorst door het Hof van Arbitrage voor Sport voor het spelen in professionele voetbalcompetities vanwege dopinggebruik in 2004.

## Interlandcarrière
Carmona heeft 85 interlands gespeeld voor het Mexicaans voetbalelftal  sinds zijn debuut in 1996. Hij heeft namens Mexico meegedaan aan het WK 1998 en het WK 2002 en op deze toernooi was hij een belangrijke speler in het team.

## Doping
Carmona was betrokken in een dopingschandaal waarvoor hij voorafgaand aan de FIFA Confederations Cup 2005 door de FIFA aanvankelijk voor één jaar werd geschorst, evenals zijn teamgenoot Aarón Galindo. Beide spelers konden niet namens Mexico meedoen aan de Confederations Cup en het WK 2006. Uiteindelijk kwam zijn carrière op 18 mei 2007 op zijn eind toen Carmona voor zijn leven geschorst werd voor het spelen in een professionele voetbalcompetitie waarvan de landen lid zijn van de FIFA.

## Erelijst
Mexico
- FIFA Confederations Cup

1999